# Goniothalamus dumontetii
Goniothalamus dumontetii este o specie de plante din genul Goniothalamus, familia Annonaceae, descrisă de Richard M.K. Saunders și Jérôme Munzinger. Conform Catalogue of Life specia Goniothalamus dumontetii nu are subspecii cunoscute.